# ローザ・レイン
ローザ・レイン（Rosa Rein、1897年3月24日 - 2010年2月14日）は、スイスのスーパーセンテナリアン。ドイツ帝国(現在のポーランド)出身。また、スイスの歴代最高齢人物でもある。また、存命時世界最高齢のユダヤ人でもあった。

## 略歴
1897年3月24日、ドイツ帝国（今のポーランド）の上シレジアで生まれる。20人ほどが共に働く農場で育ち、近くのムィスウォヴィツェの学校に通い、当時としては珍しく大学に進学した。1935年に夫と結婚し、織物事業を営んだ。水晶の夜が発生すると、夫と一緒にブラジルに逃げる。母親は後に強制収容所で死去する。夫もブラジルに到着して間もなく死去する。
1949年に再婚した後1964年にジェノヴァに移り、その後スイスのパラディゾに定住した。 1973年に2番目の夫が死去。2回の結婚のどちらも結婚も子供がおらず、残りの家族は海外に住んでいた。その後2001年まで一人暮らしを行っていたが、転倒をきっかけにナーシングホームに引っ越す。視力と聴力の低下はあったが、死去時まで健康であった。
2006年9月3日、アンナ・リンガー＝キーザーの死去によりスイス最高齢の人物になる。 2008年6月20日、アンドレ・フェール=ド・ブーレの年齢を超え、スイス歴代最高齢人物となった。 2009年1月28日にベルタ・ローゼンベルグが死去し、存命中の最高齢のユダヤ人になった。死去時、ドイツ生まれの最高齢人物でもあった。